# Fatti di Cittadella

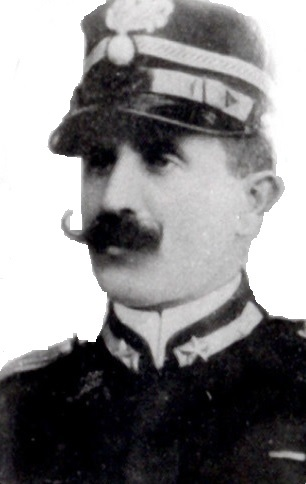
Maresciallo Maggiore Faustino Facchetti

La definizione Fatti di Cittadella fa riferimento ad uno scontro armato tra un folto gruppo di squadristi fascisti ed i Carabinieri della Stazione di Cittadella, avvenuto l'8 maggio 1921 nel quadro delle violenze squadriste che investirono il Nord Est e l’Italia intera nel primo dopoguerra e per gran parte della prima metà degli anni Venti.

## Premessa
La mattina dell'8 maggio 1921 la squadra d'azione "Benito Mussolini" assaltò e devastò la camera del lavoro di Cittadella, come ritorsione per il ferimento con arma da fuoco del segretario del fascio di combattimento locale Angelo Rossi perpetrato dai socialisti. In occasione di questa spedizione vennero arrestati cinque squadristi dai Regi Carabinieri locali.

## I fatti
Dopo gli arresti il Maresciallo Maggiore Faustino Facchetti, comandante dei carabinieri locali, radunò nella caserma i militi presenti nel suo mandamento, prevedendo che vi sarebbero stati altri disordini. Nel primo pomeriggio, infatti, si radunarono circa 150 squadristi provenienti da Vicenza, Padova, Castelfranco Veneto e Bassano del Grappa, che suddivisi in due gruppi confluirono verso la caserma, incontrando sul loro percorso un gruppo di soldati di un battaglione di fanteria di stanza nel paese, che non oppose resistenza armata, ma contribuì a isolare in corso Garibaldi e far arrestare altri 22 squadristi.

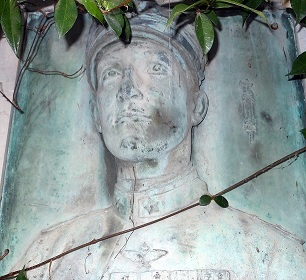
Lapide commemorativa di A. Boscolo Bragadin, Sottomarina

Il doppio assalto alla caserma venne respinto dai Carabinieri con l'uccisione degli squadristi Angelo Boscolo Bragadin, Giovanni Battista Fumei e Vittore Mezzomo della squadra d'azione "La Serenissima", il ferimento grave di un quarto di costoro e il ferimento mortale del comandante Facchetti, che morì nel vicino ospedale, con un polmone trapassato da un proiettile dopo 24 ore di agonia.
Ai morti squadristi il regime tributò negli anni successivi riconoscimenti e onori: a Bragadin e Mezzomo l'università di Padova attribuirà una laurea ad honorem il 31 maggio 1926 in quanto "Caduti per la causa della rivoluzione". 
A Mezzomo verrà anche intitolata nello stesso ateneo l'aula K del Palazzo del Bo. 
A Bragadin, pluridecorato aviatore della prima guerra mondale, nel maggio 1922 verrà inoltre dedicata una lapide commemorativa in bronzo e pietra d'Istria a Sottomarina.
La piazza sede dello scontro, in prossimità della porta Bassano, venne rinominata "Piazza Martiri Fascisti" e nella stessa venne eretto un monumento per commemorare quei caduti, con una lapide riportante i loro nomi e il commento: "qui caddero incompresi". Il monumento venne demolito dai partigiani e la piazza intitolata al defunto maresciallo dei regi carabinieri.
Nella stessa piazza, nel 2022 il comune dedicherà una lapide commemorativa al pluridecorato Maresciallo Maggiore Faustino Facchetti.